# Пак Со Йон
Пак Со Йон (Хангиль: 박소연, Ханча: 朴昭娟, нар. 24 жовтня 1997, Наджу, Республіка Корея) — провідна корейська фігуристка у 2014-2019 роках. Переможниця національного чемпіонату 2015, Азійського Кубку 2012 та того ж року срібна призерка Юніорського гран-прі в Туреччині Міжнародного союзу ковзанярів (ISU).

## Кар'єра

### 2009-2013
Со Йон Пак почала кататися на ковзанах, коли їй було вісім років, у першому класі початкової школи. У 2009 році, тринадцятирічною вона стала наймолодшою учасницею корейської національної збірної. З осені 2011 Со Йон  почала виступи в серії Юніорських гран-прі.
У сезоні 2012-2013, Пак завоювала золото дорослих змагань Азійського Кубку та срібну медаль Юніорського гран-прі в Туреччині. Тоді ж, втретє вигравши срібло національної першості спортсменка потрапила на Чемпіонат світу серед юніорів, де посіла 12 місце. У 2013 році Пак заявила, що має мету змагатися на зимових Олімпійських іграх 2018 в Пхьончхані.

### Сезони 2013-2015
У серпні 2013 на Со Йон зазнала невдачі в національному відборі Юніорського гран-прі ISU. З найвищими балами за коротку програму вона була 8-ю після довільної та 5-ю в загальному заліку. Перед національним чемпіонатом Со Йон змінила репертуар і виграла срібну медаль поступившись лише Йон А Кім.
Міжнародний дебют у дорослих змаганнях Пак зробила на Чемпіонаті чотирьох континентів. Вона була 8-ю в короткій програмі, 9-ю в довільній і в загальному заліку з 162,71 балу. Обрана представляти свою країну на зимових Олімпійських іграх 2014 разом із Кім Йон А і Кім Хе Джін, Пак посіла 21 місце. На Чемпіонаті світу 2014 безпомилково виконала довільну програму і зайняла 9-е місце в загальному заліку. Тоді Со Йон набрала 176.71 очок, що стало її новим особистим рекордом.
Пак дебютувала на Гран-прі ISU в США 2014 року. Вона посіла 5-е місце в обох програмах і 5-е в цілому. На Кубку Ростелекому 2014 вона була 7-ю в короткій програмі, 4-ю в довільній та 5-ю в цілому.
Чемпіонат Республіки Корея 2015 року приніс Со Йон її перший національний титул з найвищими оцінками в обох програмах. Того року вона виборола 9-те місце Чемпіонату чотирьох континентів і 12-те на Чемпіонаті Світу-2015.
Її результат на світовій першості забезпечив дві стартові позиції для корейської команди на наступному Чемпіонаті світу.
В серії Гран-прі 2015 року Пак фінішувала 4-ю в Фінляндії, 9-ю в США та 8-ю в Китаї.

### 2016-2018
Національний чемпіонат 2016 Пак завершила п'ятою. Однак завдяки тому, що три фігуристки з вищими результатами не мали права на виступи на дорослому рівні, отримала місце в національній команді на Чемпіонатах світу і Чотирьох континентів. І якщо на світовій першості Пак була 18-ю (партнерка по збірній Чхве Да Бін - 14-ю), на Чотирьох континентах Со Йон поліпшила всі свої рекорди, зайнявши четверте місце в загальному заліку.
Ще два виступи того року прнесли 8-ме та 5-те місця Гран-прі у США та Франції відповідно. Перелом лівої щиколотки під час тренування на 13 грудня 2016, змусив її відмовитися від участі у всіх змаганнях 2017.
З початку 2018 року спортсменка відновила офіційні виступи, готуючись представити свою країну на домашній Зимовій Олімпіаді. Втім, участь у всіх трьох етапах відбору принесла їй загальне п'яте місце, що не давало позиції в олімпійській збірній. Наступного, 2019 року вона, зайнявши 4-те місце в національній першості та 5-те на Універсіаді, оголосила про завершення кар'єри в професійному спорті та перехід у команду Цирк дю Солей.

## Репертуар
| Season    | Short program                                                                                | Free skating | Exhibition                                                               |
| --------- | -------------------------------------------------------------------------------------------- | --- | ------------------------------------------------------------------------ |
| 2017–2018 | - Black Swan                                                                                 | - En Aranjuez con mi amor by Joaquín Rodrigo performed by Nana Mouskouri choreo. by David Wilson                                                                           |                                                                          |
| 2016–2017 | - The Man with the Golden Arm by Billy May choreo. by Cindy Stuart                           | - En Aranjuez con mi amor by Joaquín Rodrigo performed by Nana Mouskouri choreo. by David Wilson                                                                           | - Amazing Grace performed by Hayley Westenra choreo. by Cindy Stuart     |
| 2015–2016 | - Black Orpheus by Luiz Bonfá choreo. by Cindy Stuart                                        | - Romeo and Juliet by Abel Korzeniowski choreo. by David Wilson - The Red Violin by John Corigliano choreo. by Cindy Stuart                                                | - Dear Future Husband by Meghan Trainor choreo. by Cindy Stuart          |
| 2014–2015 | - Introduction and Rondo Capriccioso by Camille Saint-Saëns choreo. by David Wilson          | - Romeo and Juliet by Abel Korzeniowski choreo. by David Wilson | - I Dreamed a Dream by Idina Menzel (from Glee) choreo. by Cindy Stuart  |
| 2013–2014 | - The Swan (from The Carnival of the Animals) by Camille Saint-Saëns choreo. by Cindy Stuart | - Rhapsody on a Theme of Paganini by Sergei Rachmaninoff choreo. by Cindy Stuart - As you like it by Patrick Doyle - Spirited Away by Joe Hisaishi choreo. by Cindy Stuart | - I Dreamed a Dream by Idina Menzel (from Glee) choreo. by Cindy Stuart  |
| 2012–2013 | - Piano Trio In A Minor II : Pantoum by Maurice Ravel                                        | - West Side Story by Leonard Bernstein |                                                                          |
| 2011–2012 | - Poème by Secret Garden                                                                     | - Elizabeth: The Golden Age by Craig Armstrong | - They Can't Take That Away From Me sung by Peggy Lee by George Gershwin |
| 2010–2011 | - Czardas by Vittorio Monti                                                                  | - Malaguena by Ernesto Lecuona | - Roxie (from Chicago) by John Kander                                    |
| 2009–2010 | - Carousel Waltz (from Carousel) by Richard Rodgers                                          | - Yentl by Michel Legrand | - Once Upon A December (from Anastasia) by Stephen Flaherty              |
| 2008–2009 | - Kalinka by Ivan Larionov                                                                   | - It Ain't Necessarily So by George Gershwin | - So long, Farewell (from The Sound of Music) by Richard Rodgers         |
| 2007–2008 | - The Swan (from The Carnival of the Animals) by Camille Saint-Saëns                         | - Aragonaise (from Carmen) by Georges Bizet |                                                                          |

## Турнірні виступи
Дані з особової картки спортсменки на сайті isuresults. Цифрами вказані турнірні місця. ГП: гран-прі Міжнародного союзу ковзанярів (ISU); СЧ: Серія челленджер ISU (ISU Challenger Series); ЮГП: Юніорські гран-прі ISU; ВЗ: включена в заявку; ЗзЗ: знялася зі змагань. У командних виступах зазначені командний (к) та індивідуальний (і) результати, однак нагороди вручалися за місце лише в командному заліку.
| Міжнародні                              | Міжнародні | Міжнародні | Міжнародні | Міжнародні | Міжнародні | Міжнародні | Міжнародні | Міжнародні | Міжнародні | Міжнародні |
| Змагання                                | 08–09      | 09–10      | 10–11      | 11–12      | 12–13      | 13–14      | 14–15      | 15–16      | 16–17      | 17–18      |
| --------------------------------------- | ---------- | ---------- | ---------- | ---------- | ---------- | ---------- | ---------- | ---------- | ---------- | ---------- |
| Олімпіада                               |            |            |            |            |            | 21         |            |            |            |            |
| Чемпіонат світу                         |            |            |            |            |            | 9          | 12         | 18         |            |            |
| Чотири Континенти                       |            |            |            |            |            | 9          | 9          | 4          | ЗзЗ        | 11         |
| ГП Cup of China                         |            |            |            |            |            |            |            | 8          |            |            |
| ГП NHK Trophy                           |            |            |            |            |            |            |            |            |            | 12         |
| ГП Rostelecom Cup                       |            |            |            |            |            |            | 5          |            |            | ЗзЗ        |
| ГП Skate America                        |            |            |            |            |            |            | 5          | 9          | 8          |            |
| ГП Trophée de France                    |            |            |            |            |            |            |            |            | 5          |            |
| СЧ Finlandia                            |            |            |            |            |            |            |            | 4          |            |            |
| СЧ Lombardia                            |            |            |            |            |            |            |            |            | 5          |            |
| СЧ Nebelhorn                            |            |            |            |            |            |            |            |            | 4          |            |
| Asian Games                             |            |            |            |            |            |            |            |            | ЗзЗ        |            |
| Asian Trophy                            |            |            |            |            | 1          |            | 3          |            | 4          |            |
| Універсіада                             |            |            |            |            |            |            |            |            | ЗзЗ        |            |
| Міжнародні серед новачків (н) і юніорів |            |            |            |            |            |            |            |            |            |            |
| Юнацька Олімпіада                       |            |            |            | 4          |            |            |            |            |            |            |
| Юніорська світова першість              |            |            |            |            | 12         |            |            |            |            |            |
| ЮГП Австрія                             |            |            |            | 6          |            |            |            |            |            |            |
| ЮГП Італія                              |            |            |            | 4          |            |            |            |            |            |            |
| ЮГП Туреччина                           |            |            |            |            | 2          |            |            |            |            |            |
| ЮГП США                                 |            |            |            |            | 6          |            |            |            |            |            |
| Asian Trophy                            |            |            |            |            | 2          |            |            |            |            |            |
| Дитячі Ігри                             |            |            | 2(н)       |            |            |            |            |            |            |            |
| NZ Games                                |            | 1(н)       |            |            |            |            |            |            |            |            |
| Національні                             |            |            |            |            |            |            |            |            |            |            |
| Чемпіонат Республіки Корея              | 2(юн)      | 3          | 2          | 2          | 2          | 2          | 1          | 5          | ЗзЗ        | 5          |
| Командні виступи                        |            |            |            |            |            |            |            |            |            |            |
| Юнацька Олімпіада                       |            |            |            | 3(к) 1(і)  |            |            |            |            |            |            |
|                                         |            |            |            |            |            |            |            |            |            |            |

## Зовнішні посилання
- Пак Со Йон на Вікісховищі
- Парк так Юн [Архівовано 17 січня 2012 у WebCite] в Міжнародний союз ковзанярів